# Petites servantes du Christ-Roi
Les Petites servantes du Christ-Roi (en latin : Congregatio Parvarum Ancillarum a Christo Rege) forment une congrégation religieuse féminine enseignante et hospitalière de droit pontifical.

## Histoire
Les origines de la congrégation remontent au travail d'aide à domicile pour les personnes âgées pauvres commencé après la Première Guerre mondiale à Afragola par Sossio Del Prete (1885-1952), franciscain déchaussé. Avec l'aide d'Antoinette Giugliano (1909-1960), il achète une maison et l'utilise comme refuge pour personnes âgées abandonnées. Il réunit une communauté de femmes, déjà dédiées à l'apostolat à domicile, qui est le premier noyau de l'institut.
Le 20 octobre 1935, le cardinal Alessio Ascalesi, archevêque de Naples, donne l'habit aux premières religieuses dont la communauté adopte la règle du tiers-ordre régulier de Saint François. L'institut est agrégé à l'ordre des frères mineurs à partir du 13 février 1947. Le cardinal Ascalesi le reconnaît de droit diocésain par décret du 17 septembre 1951. Il reçoit le décret de louange le 27 avril 1972.

## Activité et diffusion
Les sœurs se consacrent aux soins des personnes âgées, des handicapés et des malades ; elles gèrent des cliniques, des refuges, des écoles et des centres de formation professionnelle.
Elles sont présentes en,:
- Europe : Italie, Roumanie.
- Asie : Inde, Indonésie, Philippines.

La maison-mère est à Naples.  
En 2017, la congrégation comptait 190 sœurs dans 23 maisons.